# Magnus Warming
Magnus Warming (* 8. Juni 2000 in Nykøbing Falster) ist ein dänischer Fußballspieler, der bei Lyngby BK unter Vertrag steht.

## Vereinskarriere

### Anfänge in Dänemark
Im Alter von 15 Jahren wechselte Warming vom Nykøbing FC zu Brøndby IF, nachdem er zuvor bereits mehrfach in der Woche mit der U15 trainiert hatte. Am 19. November 2016 debütierte Warming für die Juniorenmannschaft von Brøndby gegen die U19-Mannschaft des Aarhus GF beim 4:2-Heimseig in der dänischen U19-Liga. Am 21. Mai 2017 gab er für die erste Mannschaft unter Alexander Zorniger in der Superliga Meisterrunde bei der 3:0-Auswärtsniederlage gegen Sønderjysk Elitesport sein Debüt, als er in der 80. Spielminute für Frederik Holst eingewechselt wurde. Damit wurde er im Alter von 16 Jahren und 348 Tagen zum damalig jüngsten Spieler der Vereinsgeschichte in einem Ligaspiel. Die Saison schloss er als Vizemeister, ohne weiteren Einsatz für die Profis, ab.
Die Saison 2017/18 beendete er in der U19-Liga nach 21 Einsätzen und sechs Toren auf dem fünften Platz. Auch in der Reserveliga kam er auf drei Einsätze und ein Tor. Zu Beginn der Saison 2018/19 kam er auf vier Einsätze und ein Tor in der U19-Liga. Zur Winterpause wurde er an seinen Jugendverein Nykøbing FC verliehen. Für diese gab er am 3. März 2019 in der 1. Division beim 0:2-Auswärtssieg gegen Fremad Amager sein Debüt, als er in der 81. Spielminute für Mathias Gehrt eingewechselt wurde. Die Mannschaft beendete die Saison auf dem achten Platz in der zweiten Liga, wobei er in neun Spielen zum Einsatz kam und ein Tor beisteuerte.
In der Hinrunde der Saison 2019/20 kam er für Nykøbing auf vierzehn Einsätze und vier Tore in der zweiten Liga. Danach wechselte er zum dänischen Erstligisten Lyngby BK, wobei er auf neun Einsätze und zwei Tore kam. Dabei rettete er sich mit seiner Mannschaft knapp vor dem Abstieg.
In der Saison 2020/21 wurde er Stammspieler und kam auf dreißig Einsätze (vier Tore). Die Mannschaft stieg zum Ende der Saison aus der ersten Liga ab. Im Pokal erreichte er mit seiner Mannschaft das Achtelfinale, wobei man jedoch in der Verlängerung an Sønderjysk scheiterte. Zudem erzielte er in zwei Spielen zwei Tore für die Reservemannschaft von Lyngby.

### Wechsel nach Italien und Leihe nach Deutschland
Zur Saison 2021/22 wechselte er zum italienischen Erstligisten FC Turin. Bei diesen war er sowohl für die U19-Mannschaft als auch für die erste Mannschaft eingeplant. Am 17. Oktober 2021 debütierte er bei der 0:1-Auswärtsniederlage gegen den SSC Neapel für die Profimannschaft in der Serie A, als er in der 89. Spielminute für Ben Lhassine Kone eingewechselt wurde. Bis zum Ende der Saison kam er auf vier Ligaeinsätze für die Profis, wobei er zum Ende der Saison wegen einer Oberschenkelverletzung ausfiel.
Im Sommer 2022 wurde der Däne dann zwecks Spielpraxis an den deutschen Zweitligisten SV Darmstadt 98 verliehen, nachdem er zuvor bereits als Gastspieler beim Trainingsauftakt anwesend war. Der Verein sicherte sich zudem eine Kaufoption. Am 16. Juli 2022 debütierte er bei der 2:0-Auswärtsniederlage gegen den SSV Jahn Regensburg in der 2. Bundesliga, nachdem er in der 46. Spielminute für Emir Karic eingewechselt wurde.

### Zurück in den Norden
Nach seiner Leihrückkehr endete seine eine Anstellung in Italien im Sommer 2023, als er zum SK Brann wechselte. Im August 2024 wechselte er zurück in seine dänische Heimat zu Lyngby BK, wo er bereits 2020/21 unter Vertrag stand.

## Nationalmannschaft
Von 2017 bis 2021 absolvierte Warming insgesamt sieben Partien für diverse dänische Jugendnationalmannschaften.

## Spielweise
Warming ist vor allem technisch stark und ist sowohl auf den Flügel auch als zentraler Stürmer einsetzbar. Auffallend ist seine Geschwindigkeit und seine Strafraumqualität. Er ist rechtsfuß und besitzt mit diesem einen starken Abschluss.